# Komainu

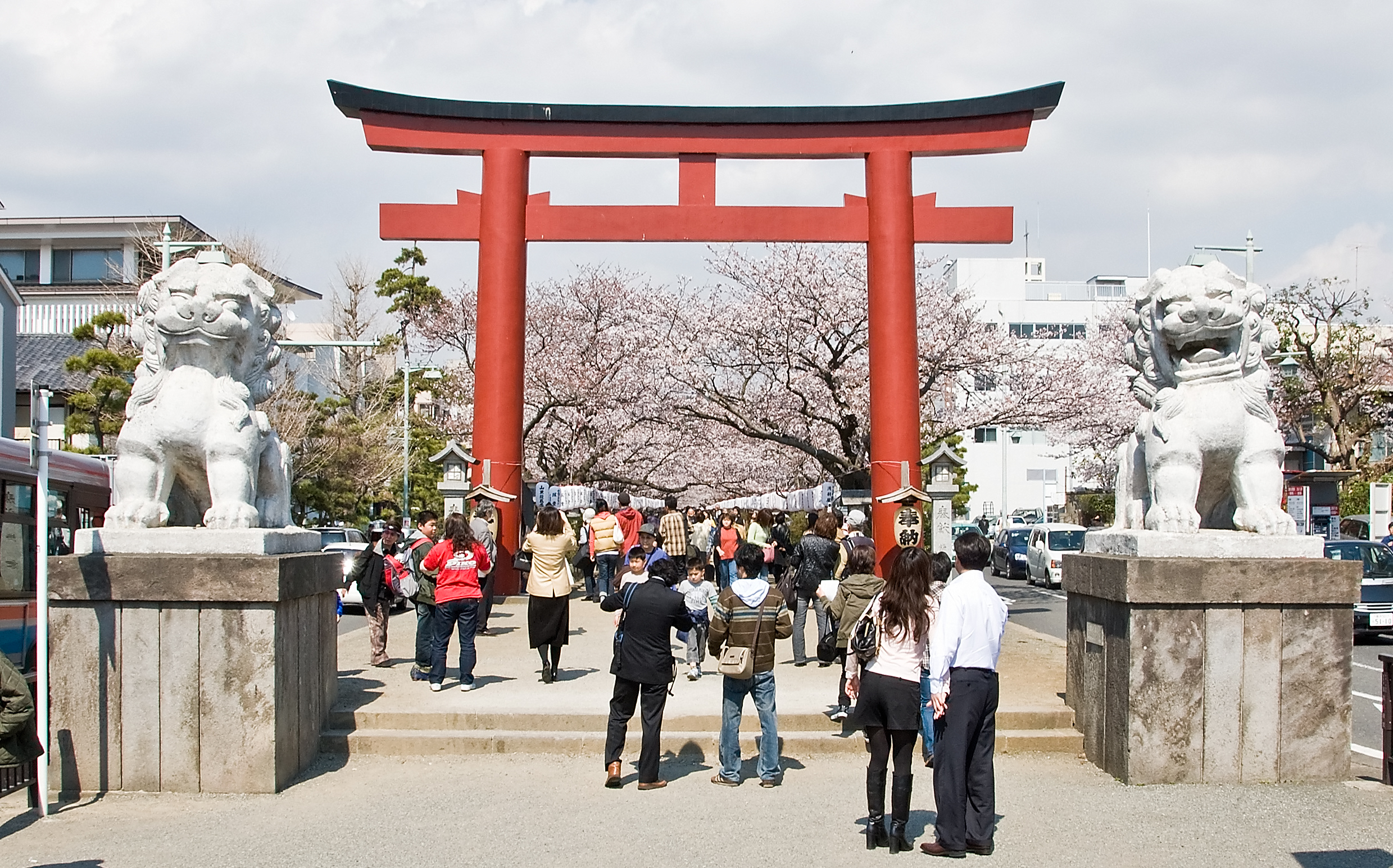
Une paire de komainu, le « -a » à droite, le « -um » à gauche.

Les komainu (狛犬・胡麻犬) sont des paires de statues de créatures semblables à des lions qui gardent l'entrée ou le honden (sanctuaire intérieur) de nombreux sanctuaires shintoïstes à moins qu'ils ne soient eux-mêmes gardés dans le sanctuaire intérieur d'où ils ne sont pas visibles par le public. Le premier type, apparu durant l'époque d'Edo, est appelé sandō komainu (参道狛犬, « chiens coréens de la route en visite »), le deuxième type beaucoup plus ancien jinnai komainu (陣内狛犬, « komainu à l'intérieur du sanctuaire »). Ils se trouvent parfois aussi dans les temples bouddhistes, dans les résidences de la noblesse et même dans des domiciles privés. Le komainu (ja) est également une des pièces dans certaines variantes du shōgi, le cousin japonais du jeu d'échecs, comme le dai shōgi (en) ou le dai dai shōgi (en).

## Signification symbolique

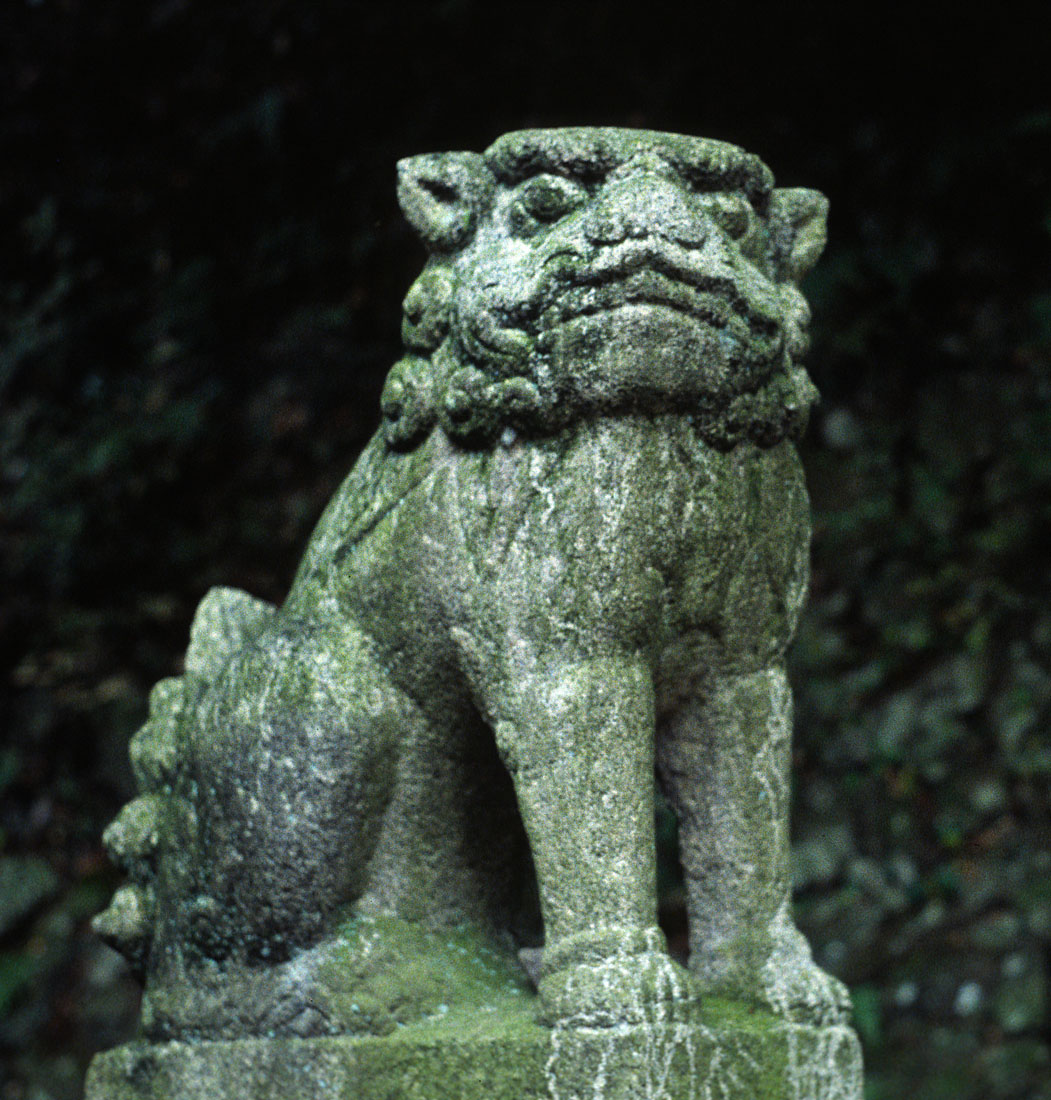
Un komainu un-gyō.

Conçus pour conjurer les mauvais esprits, les statues modernes de komainu sont presque identiques, mais l'un a la gueule ouverte, l'autre fermée. C'est une caractéristique très commune des paires de statues religieuses dans les temples et les sanctuaires. Cette tendance d'origine bouddhiste (voir l'article sur les niō, gardiens à forme humaine des temples bouddhistes) possède une signification symbolique. La gueule ouverte prononce la première de lettre de l'alphabet sanskrit, qui sonne « a » tandis que la gueule fermée prononce la dernière lettre qui sonne « um » pour signifier le début et la fin de toute chose. Ils forment ensemble le son aum, syllabe sacrée dans plusieurs religions comme l'hindouisme, le bouddhisme et le jaïnisme.
Il existe cependant des exceptions à la règle, exceptions dans lesquelles les deux komainu ont leur gueule soit ouverte soit close. Les deux formes sont appelées collectivement a-un (en) et individuellement a-gyō (阿形, litt. « forme a ») et un-gyō (吽形, litt. « forme um ») respectivement.

## Histoire

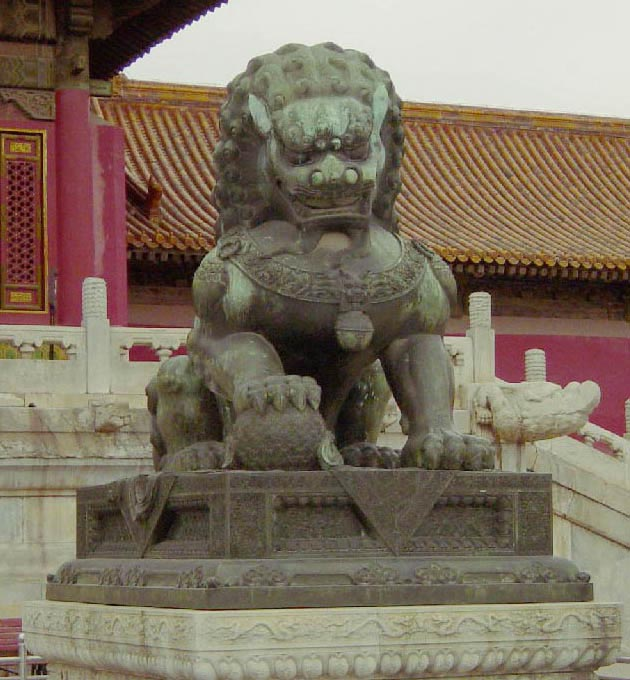
Un lion-gardien de la dynastie Ming dans la Cité interdite.

Les komainu ressemblent fortement au lion gardien des temples dont l'origine remonte en fait à la Chine de la dynastie Tang. La création des lions gardiens chinois auraient été influencée par les peaux de lion et les représentations de lions introduites par les commerçants en provenance du Moyen-Orient ou de l'Inde, pays où vivent les lions et où ils sont un symbole de force. Au cours de son transport le long de la route de la soie, cependant, le symbole a changé et acquis un aspect distinctif. La première statue de lion apparaît d'abord en Inde vers le IIIe siècle au sommet d'une colonne érigée par le roi Ashoka. La pratique arrive plus tard en Chine où elle se développe en lions gardiens qui sont ensuite exportés vers la Corée, le Japon et Okinawa.
Pendant l'époque de Nara (710-794), la paire est toujours constituée, comme dans le reste de l'Asie, de deux lions. Utilisés uniquement à l'intérieur jusqu'au XIVe siècle, les lions sont faits principalement de bois. Au cours de l'époque de Heian (794-1185), par exemple, les paires de bois ou de métal sont employées comme poids et arrêts de porte, tandis qu'au palais impérial elles sont utilisées pour supporter les écrans et les paravents.
Au début de l'époque de Heian (IXe siècle), la pratique change et les deux statues commencent à se différencier et à être nommées différemment. L'une, à la gueule ouverte, est appelée shishi (獅子) parce que, comme auparavant, elle ressemble à cet animal. L'autre a la gueule fermée et ressemble plutôt à un chien, elle est appelée komainu (狛犬, « chien de Koguryŏ »), et possède parfois une seule corne sur sa tête. Peu à peu, les animaux redeviennent identiques, sauf au niveau de leurs gueules, et finissent par être tous deux appelés komainu.
Bien qu'ils soient omniprésents dans les sanctuaires, les komainu ne sont employés à l'extérieur que depuis le XIVe siècle. Selon la croyance populaire asiatique, le lion est supposé disposer du pouvoir de repousser le mal et, pour cette raison, est habituellement utilisé pour garder portes et portails. Au Japon également, il a fini par être installé à l'entrée des sanctuaires et des temples à côté du chien-lion. Parce qu'elles sont exposées au climat pluvieux du Japon, les paires de komainu ont commencé à être sculptées en pierre.
Les shīsā (シーサー), animaux en pierre qui gardent les portes et les toits des maisons à Okinawa, sont proches des shishi et des komainu, objets dont ils partagent l'origine, la fonction et le sens symbolique. Leur nom lui-même est simplement une déformation de shishi-san (獅子さん, M. Lion).
À partir de l'époque d'Edo (1603-1868), d'autres animaux sont utilisés à la place des lions ou des chiens, entre autres les sangliers, les tigres, les dragons et les renards.

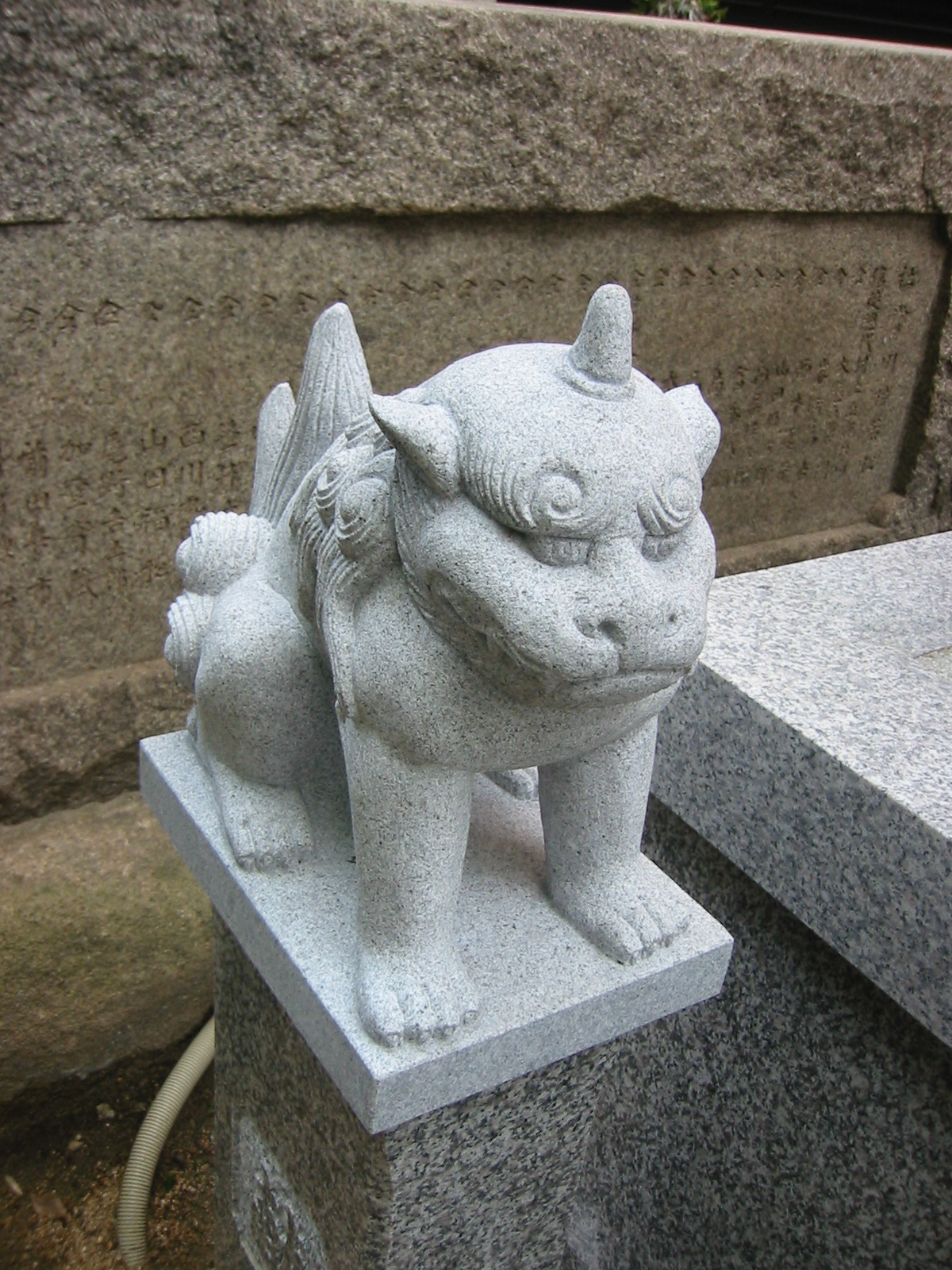
Un komainu portant une corne sur la tête.
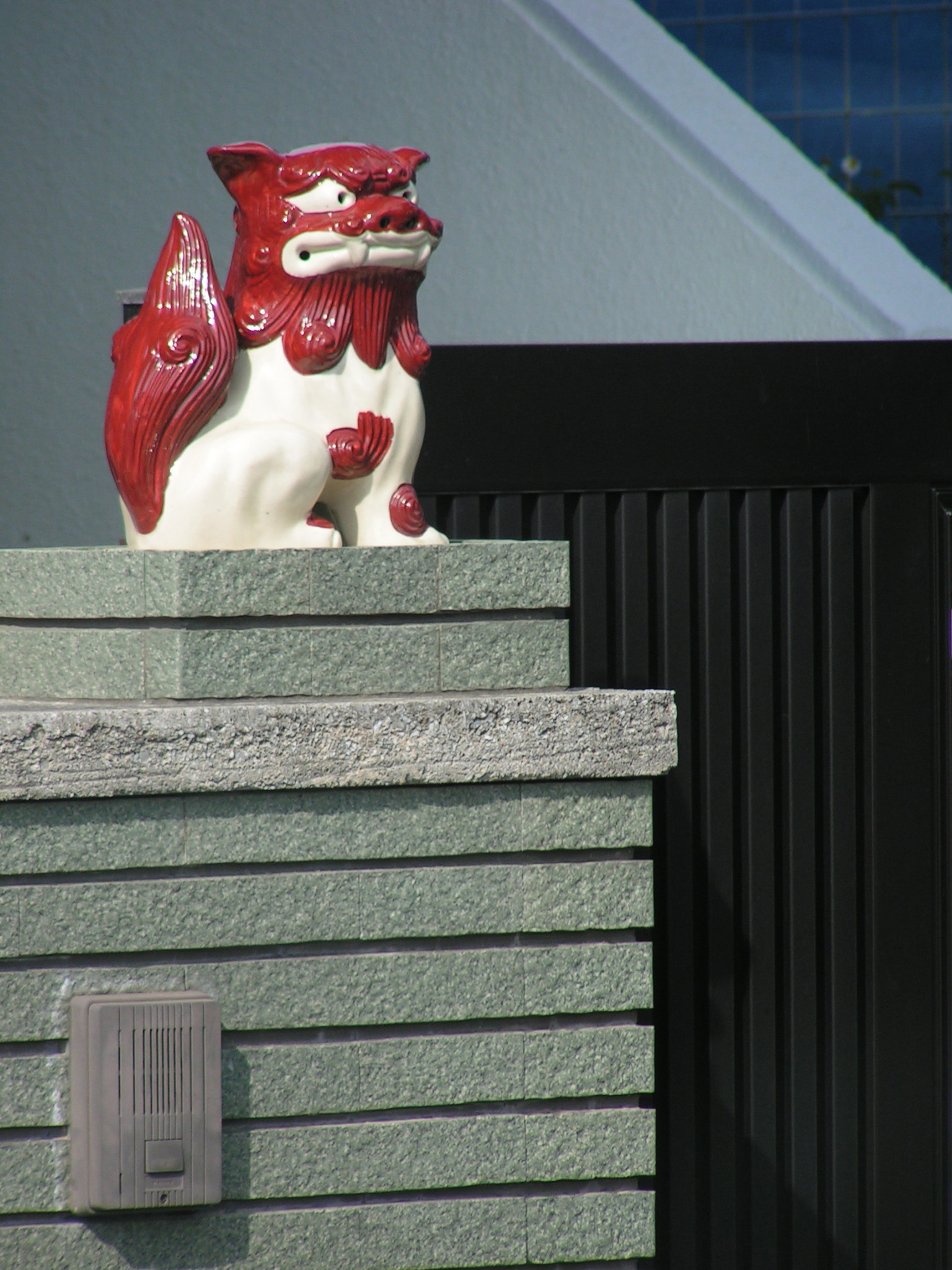
Un shīsā d'Okinawa.
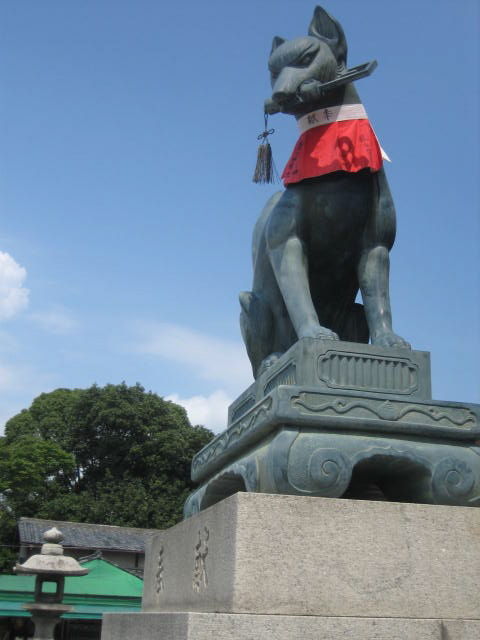
Un renard-gardien (狛狐, komakitsune?) en face d'un Inari-jinja avec une clef dans la gueule.
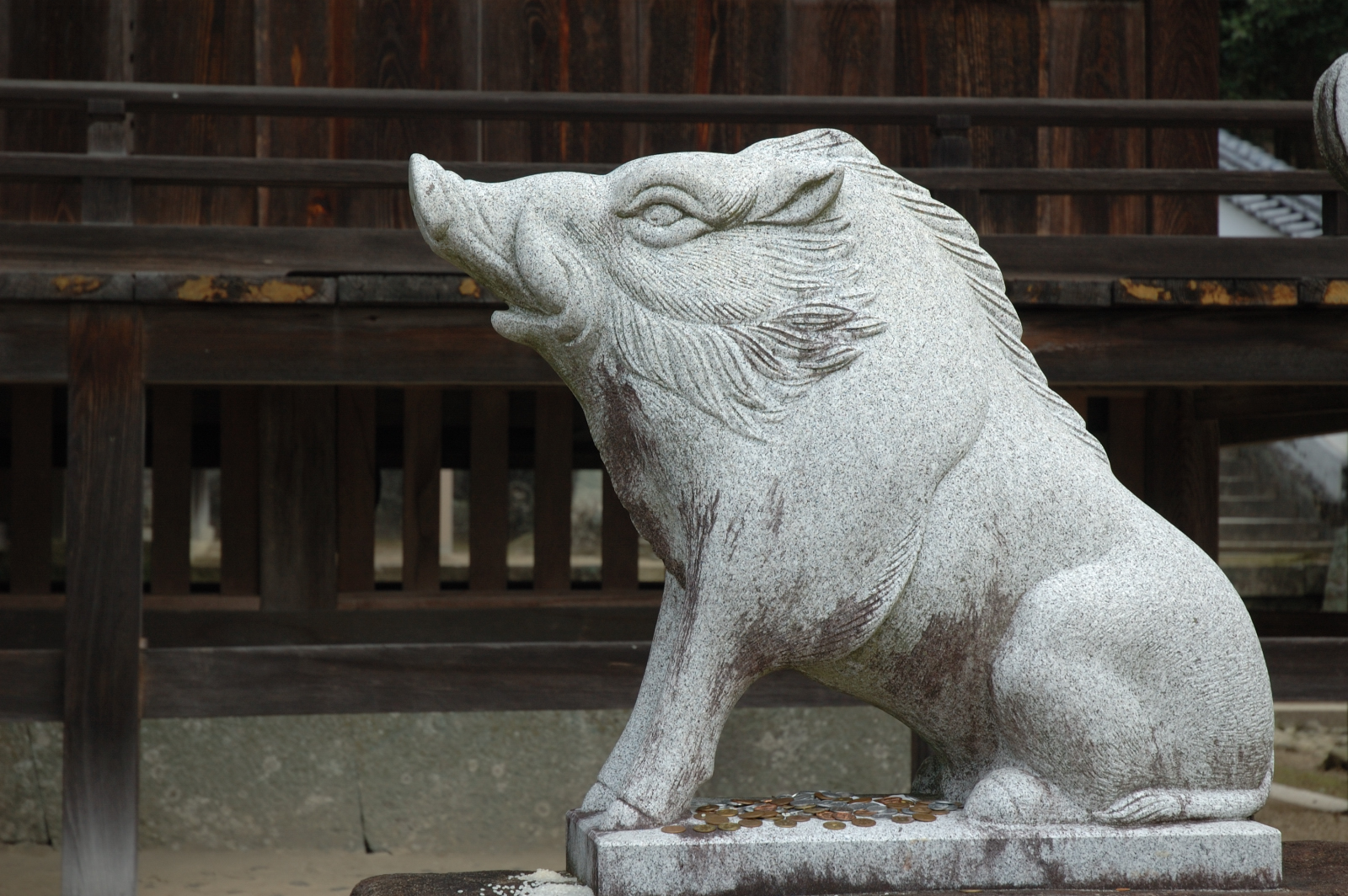
Un sanglier gardien.
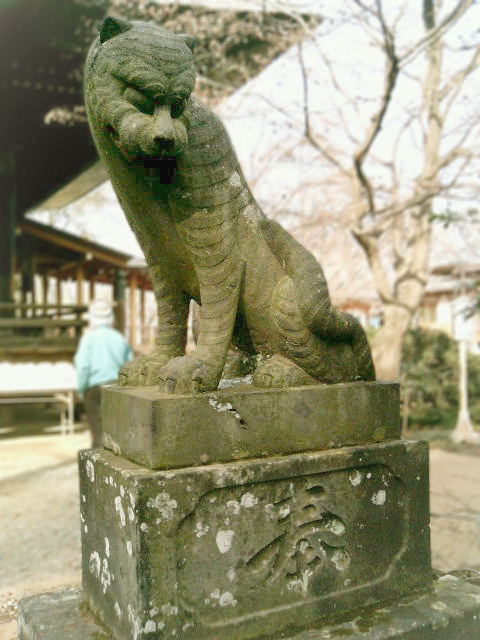
Un komatora (狛虎?, tigre Koguryŏ) gardien.
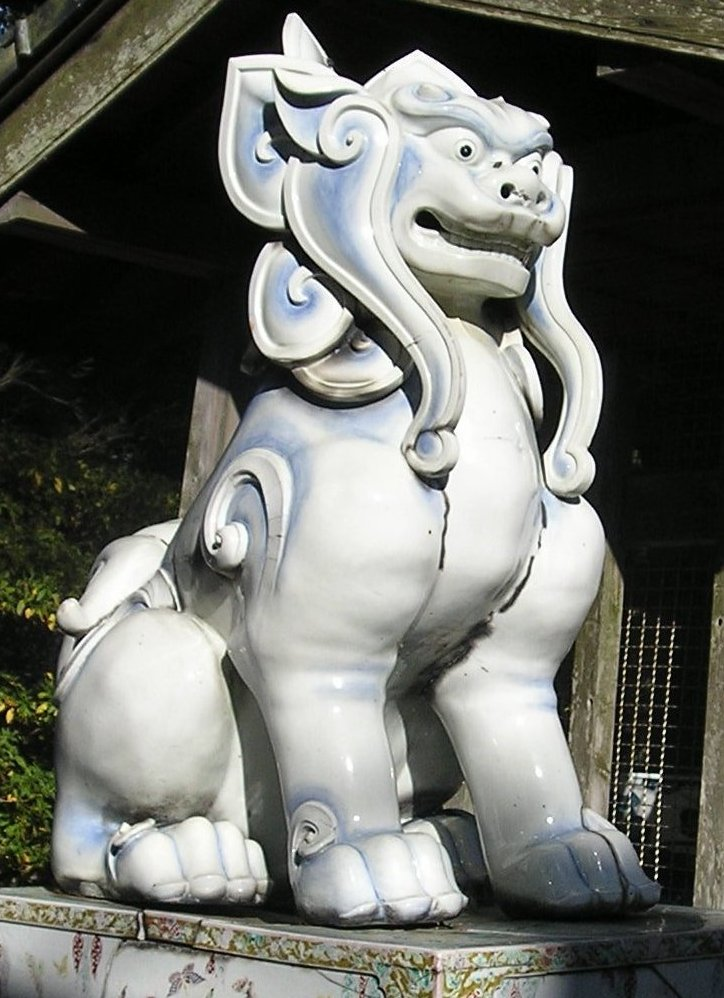
Un komainu au sanctuaire Tōzan à Arita, préfecture de Saga, est fait en porcelaine.

## Variantes dans certains sanctuaires

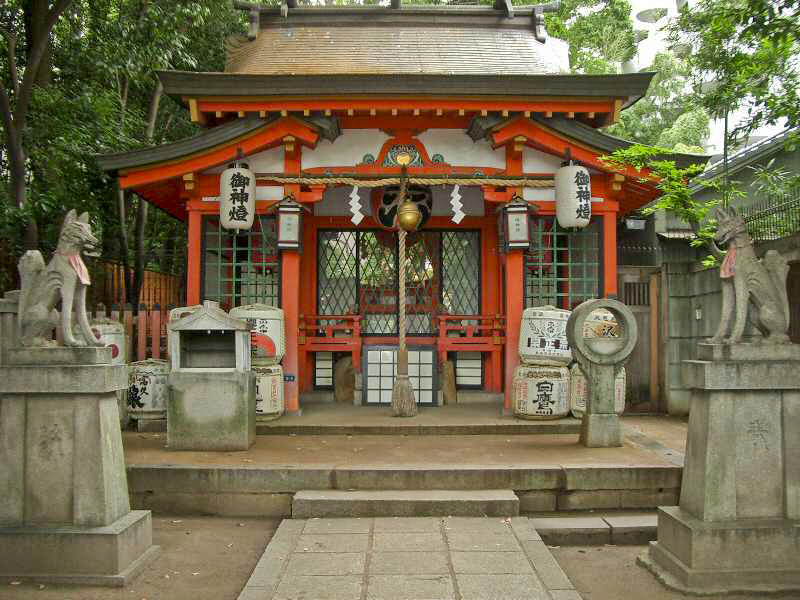
Une paire de renards dans un Inari-jinja.

La variante la plus fréquente du thème des komainu est le koma-kitsune (狛狐, renard-gardien), gardien des sanctuaires dédiés au kami Inari. Il y a environ 30 000 sanctuaires d'Inari au Japon, et l'entrée de chacun est gardée par une paire de statues de renards. Souvent l'un, et parfois les deux, possèdent un rouleau de sūtra, une clef ou un bijou dans la gueule (les sūtras sont des textes bouddhistes, ce qui atteste des origines bouddhistes du culte d'Inari),. Les statues ne symbolisent pas la ruse proverbiale de ces animaux, mais les pouvoirs magiques qu'ils sont censés posséder dans ce cas. Parfois, les gardiens sont peints, et dans ce cas, ils sont toujours blancs. Les renards blancs sont des messagers du kami, que parfois il peut être lui-même, et il est alors représenté en renard. Bien que les organes génitaux visibles sont rares, le renard gauche est censé être un mâle et le droit une femelle. Les renards portent souvent des bavoirs votifs rouges (voir photo ci-dessus) semblables à ceux portés par les statues d'autres divinités, par exemple le dieu bouddhiste Jizō, dont on attend une sorte de faveur en retour. Dans ce cas toutefois, les bavoirs semblent n'être qu'un rite dont les origines ne sont pas claires.
Dans les sanctuaires Tenmangū où l'on vénère Tenjin, les komainu sont remplacés par des bœufs. Au sanctuaire de Mitsumine dans la préfecture de Saitama, dédié à Ōguchi no magami, ce sont deux loups qui montent la garde. Et dans le sanctuaire Hie-jinja de Tokyo, ce sont des singes.